# Teungoh (Blang Mangat)
Teungoh is een bestuurslaag in het regentschap Lhokseumawe van de provincie Atjeh, Indonesië. Teungoh telt 472 inwoners (volkstelling 2010).